# Giovan Girolamo II Acquaviva d'Aragona
Giovan Girolamo II Acquaviva d'Aragona, XV duca di Atri (Giulianova, 28 maggio 1663 – Roma, 14 agosto 1709), è stato un nobile e condottiero italiano.

## Biografia
Figlio di Giosia III e di Francesca Caracciolo, discendente dalla famosa potente antica famiglia napoletana che governava da secoli il feudo di Atri, nel 1679 divenne Duca, succedendo al padre.
Com'era tradizione della famiglia, ricevette in giovane età una accurata educazione umanistica, che gli consentì di divenire un buon conversatore e poeta. Fu membro dell'Accademia dell'Arcadia con lo pseudonimo di Idalmo Trigonio. Quattro suoi sonetti furono pubblicati nel 1717 nella raccolta Rime degli Arcadi, altri quattro lo furono nella raccolta Rime dell'avvocato Gio. Batt. Felice Zappi, pubblicate per la prima volta nel 1723. Nondimeno, Giovanni Girolamo fu anche una personalità brutale e rissosa, dedita ai vizi tipici dell'aristocrazia spagnola della seconda metà del '600.

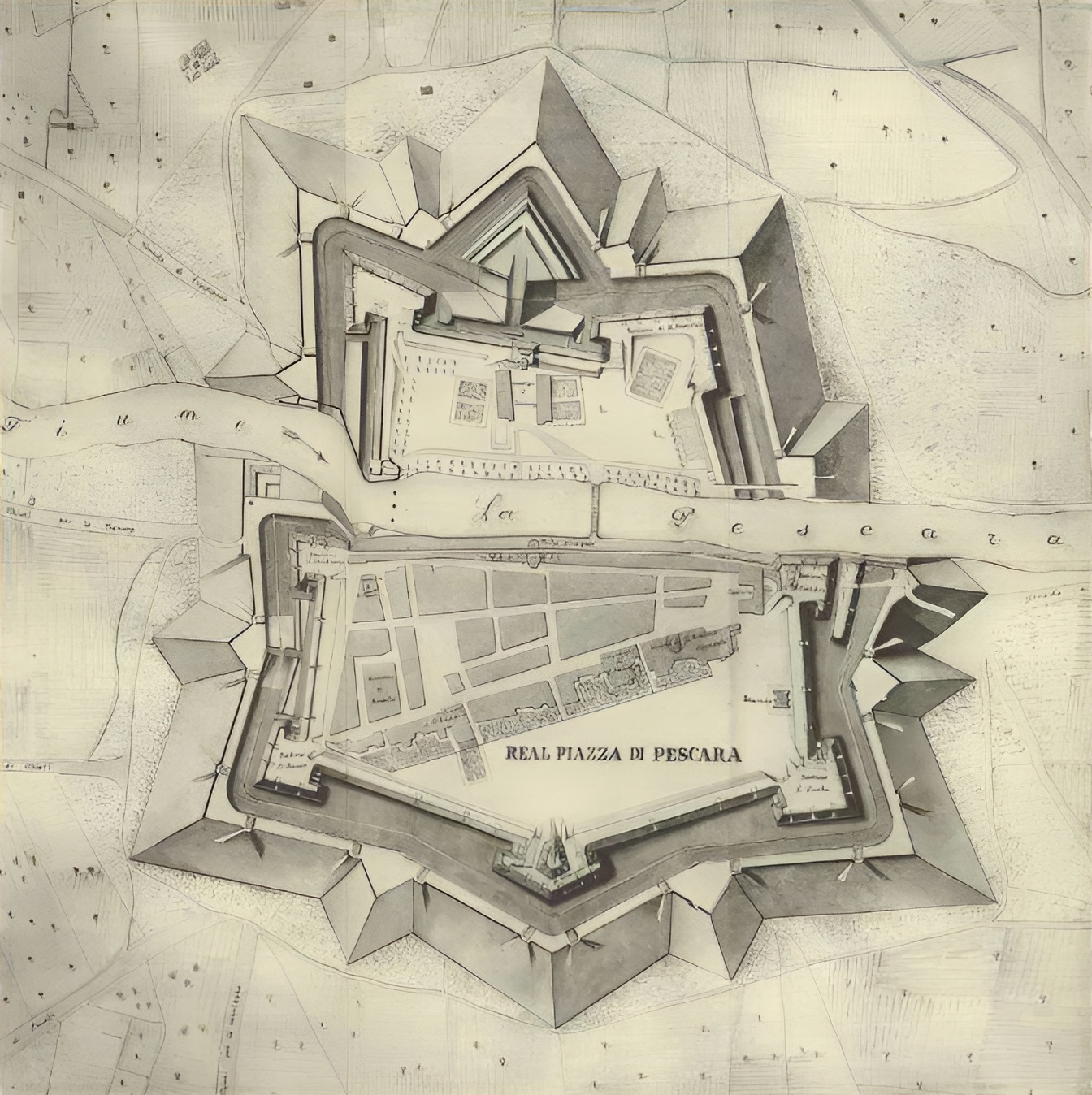
La fortezza di Pescara

Rimasto estraneo alla congiura di Macchia, si schierò su posizioni fortemente lealiste con l'avvento al trono di Filippo V di Spagna. Venne da questi premiato con il vicariato militare e civile degli Abruzzi. Tale nomina aprì, di fatto, una lotta negli Abruzzi con l'altro grande signore feudale, Cesare Michelangelo d'Avalos che, invece, si era schierato con la fazione filo-imperiale. Molte delle scaramucce militari che si verificarono negli Abruzzi nei primi anni del '700, videro come protagonisti vassalli o briganti al soldo del marchese scontrarsi con le truppe al comando del duca d'Atri. La scelta del campo opposto a quello del marchese del Vasto dischiudeva peraltro l'allettante prospettiva di acquisire, in caso di esito favorevole della grande guerra di Successione spagnola, dei territori del d'Avalos nella regione (16 feudi nell'Abruzzo Citra e 1 feudo nell'Abruzzo Ultra). Nell'ambito della Guerra di successione spagnola si inquadra la partecipazione di Giovan Girolamo alla difesa di Pescara nel 1707 da un corpo di spedizione austriaco. Dopo aver resistito ad un assedio durato oltre due mesi, fu costretto alla resa e si rifugiò dapprima ad Ascoli Piceno e poi a Roma, dal fratello, il cardinale Francesco Acquaviva d'Aragona. Filippo V gli conferì nel 1702 l'onorificenza del Toson d'Oro, e l'anno successivo quella di Grande di Spagna di I classe.
Sposò Lavinia, figlia di Niccolò I Ludovisi e, dopo la morte di questa, Eleonora Spinelli, dalla quale ebbe una numerosa prole.  Nessuno dei suoi figli tuttavia generò eredi, e nel 1760 con la morte di Isabella, ultima dei suoi figli, questo ramo della famiglia Acquaviva si estinse.
Morì a Roma nel 1709 e fu sepolto nella Chiesa di Santa Cecilia. Gli successe nel ducato di Atri il figlio Giosia IV.

## Ascendenza
|                                                         |                                             |                                                      | Genitori                                       |  |  | Nonni |  |  | Bisnonni                                        |  |  | Trisnonni                                    |  |
|                                                         |                                             |                                                      |                                                |  |  |       |  |  | Giosia II Acquaviva d'Aragona, XII duca di Atri |  |  | Alberto Acquaviva d'Aragona, XI duca di Atri |  |
|                                                         |                                             |                                                      |                                                |  |  |       |  |  | Giosia II Acquaviva d'Aragona, XII duca di Atri |  |  | Alberto Acquaviva d'Aragona, XI duca di Atri |  |
|                                                         |                                             | Beatrice di Lannoy                                   |                                                |  |  |       |  |  | Giosia II Acquaviva d'Aragona, XII duca di Atri |  |  |                                              |  |
| Francesco Acquaviva d'Aragona, XIII duca di Atri        |                                             |                                                      |                                                |  |  |       |  |  | Giosia II Acquaviva d'Aragona, XII duca di Atri |  |  |                                              |  |
|                                                         |                                             | Margherita Ruffo di Scilla                           | Francesco Fabrizio Ruffo, I principe di Scilla |  |  |       |  |  |                                                 |  |  |                                              |  |
|                                                         |                                             | Margherita Ruffo di Scilla                           | Francesco Fabrizio Ruffo, I principe di Scilla |  |  |       |  |  |                                                 |  |  |                                              |  |
|                                                         |                                             | Margherita Ruffo di Scilla                           | Isabella Acquaviva d'Aragona                   |  |  |       |  |  |                                                 |  |  |                                              |  |
| Giosia III Acquaviva d'Aragona, XIV duca di Atri        |                                             | Margherita Ruffo di Scilla                           |                                                |  |  |       |  |  |                                                 |  |  |                                              |  |
|                                                         |                                             | Francesco Conclubet, V marchese di Arena             | Scipione Conclubet, IV marchese di Arena       |  |  |       |  |  |                                                 |  |  |                                              |  |
|                                                         |                                             | Francesco Conclubet, V marchese di Arena             | Scipione Conclubet, IV marchese di Arena       |  |  |       |  |  |                                                 |  |  |                                              |  |
|                                                         |                                             | Francesco Conclubet, V marchese di Arena             | Beatrice d'Ayerbo d'Aragona                    |  |  |       |  |  |                                                 |  |  |                                              |  |
| Anna Conclubet                                          |                                             | Francesco Conclubet, V marchese di Arena             |                                                |  |  |       |  |  |                                                 |  |  |                                              |  |
|                                                         |                                             | Felicia Caracciolo Pisquizi                          | Carlo Caracciolo Pisquizi, V duca di Martina   |  |  |       |  |  |                                                 |  |  |                                              |  |
|                                                         |                                             | Felicia Caracciolo Pisquizi                          | Carlo Caracciolo Pisquizi, V duca di Martina   |  |  |       |  |  |                                                 |  |  |                                              |  |
|                                                         |                                             | Felicia Caracciolo Pisquizi                          | Diana Loffredo                                 |  |  |       |  |  |                                                 |  |  |                                              |  |
| Giovan Girolamo II Acquaviva d'Aragona, XV duca di Atri |                                             | Felicia Caracciolo Pisquizi                          |                                                |  |  |       |  |  |                                                 |  |  |                                              |  |
|                                                         | Camillo Caracciolo, II principe di Avellino | Marino Caracciolo, I principe di Avellino            |                                                |  |  |       |  |  |                                                 |  |  |                                              |  |
|                                                         | Camillo Caracciolo, II principe di Avellino | Marino Caracciolo, I principe di Avellino            |                                                |  |  |       |  |  |                                                 |  |  |                                              |  |
|                                                         | Camillo Caracciolo, II principe di Avellino | Crisostoma Carafa                                    |                                                |  |  |       |  |  |                                                 |  |  |                                              |  |
| Giuseppe Caracciolo, I principe di Torella              | Camillo Caracciolo, II principe di Avellino |                                                      |                                                |  |  |       |  |  |                                                 |  |  |                                              |  |
|                                                         |                                             | Dorotea Acquaviva d'Aragona                          | Alberto Acquaviva d'Aragona, XI duca di Atri   |  |  |       |  |  |                                                 |  |  |                                              |  |
|                                                         |                                             | Dorotea Acquaviva d'Aragona                          | Alberto Acquaviva d'Aragona, XI duca di Atri   |  |  |       |  |  |                                                 |  |  |                                              |  |
|                                                         |                                             | Dorotea Acquaviva d'Aragona                          | Beatrice di Lannoy                             |  |  |       |  |  |                                                 |  |  |                                              |  |
| Francesca Caracciolo                                    |                                             | Dorotea Acquaviva d'Aragona                          |                                                |  |  |       |  |  |                                                 |  |  |                                              |  |
|                                                         |                                             | Giovanni Tommaso di Capua, I principe di Roccaromana | Annibale di Capua                              |  |  |       |  |  |                                                 |  |  |                                              |  |
|                                                         |                                             | Giovanni Tommaso di Capua, I principe di Roccaromana | Annibale di Capua                              |  |  |       |  |  |                                                 |  |  |                                              |  |
|                                                         |                                             | Giovanni Tommaso di Capua, I principe di Roccaromana | Lucrezia Arcamone                              |  |  |       |  |  |                                                 |  |  |                                              |  |
| Costanza di Capua                                       |                                             | Giovanni Tommaso di Capua, I principe di Roccaromana |                                                |  |  |       |  |  |                                                 |  |  |                                              |  |
|                                                         |                                             | Virginia Belprato, contessa d'Anversa                | Carlo Belprato, conte d'Anversa                |  |  |       |  |  |                                                 |  |  |                                              |  |
|                                                         |                                             | Virginia Belprato, contessa d'Anversa                | Carlo Belprato, conte d'Anversa                |  |  |       |  |  |                                                 |  |  |                                              |  |
|                                                         |                                             | Virginia Belprato, contessa d'Anversa                | Laudomia di Lannoy                             |  |  |       |  |  |                                                 |  |  |                                              |  |
|                                                         |                                             | Virginia Belprato, contessa d'Anversa                |                                                |  |  |       |  |  |                                                 |  |  |                                              |  |